# Book Off
Book Off（ブックオフコーポレーション，東證1部：3313）是日本最大的二手书连锁店。该公司成立于1991年8月。除二手书外，該连锁店还销售日本漫画、CD、DVD、电子游戏以及二手電子遊戲機、手机。

## 外部鏈接
- ブックオフ
- BOOKOFF USA （页面存档备份，存于）